# Planet Funk
Planet Funk er et italiensk dance/house-musikkollektiv, som fik deres gennembrud i 2001 med singlen "Chase The Sun". Siden er det blevet til en stribe singler og et hav af gæstesolister, der foruden Dan Black tæller bl.a. Sally Doherty, Raiz og John Graham.
Planet Funk var i 2009 klar med en ny single, "Lemonade", hvorpå de havde allieret sig med The Servant-forsanger Dan Black på vokal. Black har tidligere lagt stemme til Planet Funk-udgivelser bl.a. på albummet Non Zero Sumness fra 2003. "Lemonade" er taget fra et Planet Funk-opsamlingsalbum, der kom på gaden i slutningen af marts 2009.